# Compluvium

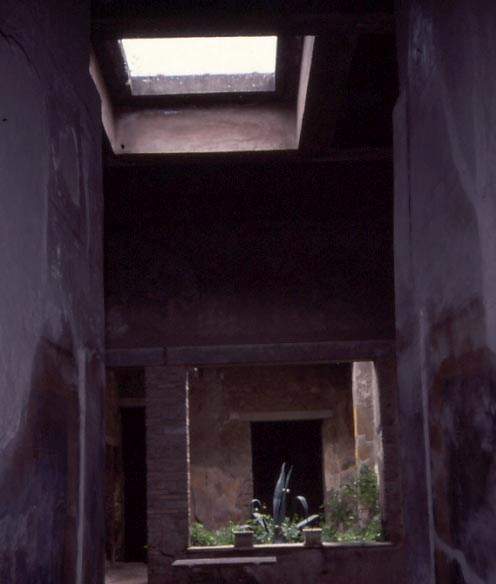
Compluvium d'una casa de Pompeia

El Compluvium era una obertura realitzada en el sostre del vestíbul dels domus dels grecs, dels etruscs i dels romans, per recollir l'aigua de la pluja i conduir-la fins a l'impluvium.
El compluvium consistia en una simple obertura rectangular practicada al centre del sostre del domus per permetre l'entrada de la llum solar que il·luminava l'atri, que normalment no tenia finestres, i amb el seu reflex les habitacions adjacents i que al seu torn servia d'entrada de l'aigua de pluja que era recollida a impluvium i dirigida a una cisterna. També servia per afavorir la ventilació de les habitacions.
Per recollir millor l'aigua, la forma més comuna del compluvium consistia en construir el sostre circumdant inclinat cap a l'interior, de forma que els quatre ràfecs formaven la vora superior de l'obertura del sostre i tota l'aigua queia amb facilitat cap a l'impluvium.
Aquesta obertura al principi havia servit per donar sortida al fum de les fogueres que s'encenien al pati de la casa, però més tard es va utilitzar per donar llum, aire i per recollir l'aigua que discorria pels quatre vessants inclinats del sostre cap a dins. Ovidi diu que l'obertura es podia cobrir amb un velum, una lona o tela.